# Liberalis Verlag
Die Liberalis Verlag AG war ein auf Gesetzbücher spezialisierter Schweizer Buchverlag mit Sitz in Zürich.
Der 1992 gegründete Verlag publizierte ausgewählte Gesetzbücher, die von Fachleuten mit weiterführenden Informationen wie Nebengesetzen, Verordnungen und Revisionsvorhaben ergänzt wurden. Mit Erscheinen der 33. Auflage beendete der Verlag 2021 altershalber seine Tätigkeit.
Schwerpunkt des Programms bildete das Schweizerische Zivilgesetzbuch (ZGB) – mit ZPO, SchKG und BGG –, und das Obligationenrecht (OR), die seit Bestehen des Verlags bzw. 2009 in 33 Auflagen herausgegeben wurden. Die später ins Programm aufgenommenen Gesetzbücher umfassten das Schweizerische Strafgesetzbuch (StGB) und die Strafprozessordnung (StPO), das Bundesgesetz über Schuldbetreibung und Konkurs (SchKG), das Mietrecht (MietR), das Bundesgesetz über die kollektiven Kapitalanlagen (Kollektivanlagengesetz, KAG), Bundesgesetz über die Börsen und den Effektenhandel (Börsengesetz, BEHG) sowie die Zivilprozessordnung (ZPO).
Herausgeber der letzten aktuellen Auflagen der einzelnen Gesetzbücher waren die Professoren Thomas Sutter-Somm (Universität Basel), Christian Schwarzenegger und Karl Spühler (beide Universität Zürich) sowie die Rechtsanwälte Walter L. Häberling und Alexander Vogel.